# Limmenius porcellus
Limmenius porcellus är en djurart som tillhör fylumet trögkrypare, och som beskrevs av Horning, Schuster och Albert A. Grigarick 1978. Limmenius porcellus ingår i släktet Limmenius och familjen Milnesiidae. Inga underarter finns listade i Catalogue of Life.